# ۵۲۰ (قمری)
۵۲۰ (قمری)، پانصد و بیستمین سال در گاهشماری هجری قمری است. اول محرم این سال برابر با سوم فوریه سال ۱۱۲۶ میلادی است.

## زادگان
- خاقانی، قصیده‌سرای بزرگ پارسی